# Costas Kapitanis
Costas Kapitanis (* 21. Mai 1964 in Famagusta) ist ein ehemaliger zypriotischer Fußballschiedsrichter.

## Karriere
Kapitanis war seit 1996 FIFA-Schiedsrichter. Der Zyprer wurde an die U-16-Fußball-Europameisterschaft 1996, U-18-Fußball-Europameisterschaft 1999 und die U-17-Fußball-Weltmeisterschaft 1999 berufen. Dem deutschsprachigen Publikum blieb allerdings auch seine Spielleitung bei der Partie zwischen Leeds United und TSV 1860 München (2:1) in der Qualifikation zur Champions League in Erinnerung. Kapitanis schickte dabei drei Spieler vom Platz. Die Fachzeitschrift Kicker fand für die Bewertung Kapitanis harte Worte: „Note 6, unsicher, ohne Linie, zwei kapitale Fehlentscheidungen.“ Kapitanis leitete das Spiel Champions-League-Spiel Juventus Turin gegen BATE Borisov im Dezember 2008. Nach dem Ende seiner aktiven Karriere ist Kapitanis auch als Schiedsrichterbeobachter tätig.